# Репрезентација Србије и Црне Горе у хокеју на леду
Хокејашка репрезентација Србије и Црна Гора је био хокејашки тим Србије и Црне Горе. Репрезентација се такмичила под тим именом од 2004. до 2006. године. Наследила је Хокејашку репрезентацију Југославије. Наследник Хокејашке репрезентације Србије и Црне Горе је Хокејашка репрезентација Србије.
Учествовала је на три Светска првенства у Дивизији II (трећи ранг такмичења). Два пута су освајали друго место (укупно 36.)
Премијерну утакмицу Србија и Црна Гора је одиграла против Северне Кореје, 12. априла 2004. године и победила је 7:2. Најтежи пораз Србија и Црна Гора је доживела од Литваније 2004. године резултатом 14:3. Највећу победу остварили су против Новог Зеланда 2004. године када су победили резултатом 20:2.

## Наступи на Светским првенствима

### Светско првенство у хокеју на леду 2004. — Дивизија II
Освојено 2. место

#### Утакмице
| Србија и Црна Гора | 7:2  | Северна Кореја |
| Србија и Црна Гора | 16:3 | Јужна Африка   |
| Србија и Црна Гора | 9:2  | Бугарска       |
| Србија и Црна Гора | 20:2 | Нови Зеланд    |
| Србија и Црна Гора | 3:14 | Литванија      |

### Светско првенство у хокеју на леду 2005. — Дивизија II
Освојено 2. место

#### Утакмице
| Србија и Црна Гора | 6:0  | Шпанија        |
| Србија и Црна Гора | 1:5  | Израел         |
| Србија и Црна Гора | 7:1  | Северна Кореја |
| Србија и Црна Гора | 11:2 | Исланд         |
| Србија и Црна Гора | 5:2  | Белгија        |

### Светско првенство у хокеју на леду 2006. — Дивизија II
Освојено 4. место

#### Утакмице
| Србија и Црна Гора | 4:1  | Шпанија      |
| Србија и Црна Гора | 2:2  | Белгија      |
| Србија и Црна Гора | 2:4  | Бугарска     |
| Србија и Црна Гора | 14:5 | Јужна Африка |
| Србија и Црна Гора | 1:11 | Румунија     |

## Селектори
- Марко Зидјаревић (2004)
- Ненад Илић (2005)
- Виталиј Стаин (2006)

## Галерија
- Репрезентација СЦГ је носила дресове СРЈ на СП 2004. године. На фотографији је дрес Чабе Прокеца који се данас налази у Хокејашкој Кући славних у Торонту.